# Irena Angelina
Irena Angelina (ur. 1177 lub 1180/1181 w Konstantynopolu, zm. 27 sierpnia 1208 w Burg Hohenstaufen) – córka cesarza bizantyńskiego – Izaaka II Angelosa i jego pierwszej żony Heriny. Królowa Sycylii, a później królowa Niemiec.

## Życiorys
W 1193 poślubiła Rogera III (1175 – 24 grudnia 1193), króla Sycylii, syna króla Tankreda z Lecce i Sybilli z Acerry. Jej mąż zmarł jednak kilka miesięcy po ślubie, 24 grudnia 1193 r. Irena została porwana przez Niemców podczas ich inwazji na Sycylię, 29 grudnia 1194 r. i 25 maja 1197 r. poślubiła Filipa Szwabskiego (sierpień 1177 – 21 czerwca 1208), od 1198 r. króla Niemiec, syna cesarza Fryderyka I Barbarossy i hrabiny palatynki Burgundii Beatrycze I, córki hrabiego palatyna Renalda III. Z tego małżeństwa miała cztery córki:
- Beatrycze Hohenstauf (maj 1198 – 11 sierpnia 1212), poślubiła Ottona IV Welfa, cesarza rzymskiego
- Kunegunda szwabska (1200–1248), poślubiła Wacława I, króla Czech
- Maria (1201–1235), poślubiła Henryka II, księcia Brabancji
- Elżbieta Hohenstauf (1203–1235), poślubiła Ferdynanda III Świętego, króla Kastylii

Jej ojciec został w 1195 r. pozbawiony tronu cesarskiego. Dzięki jej staraniom Filip poparł później jej brata, księcia Aleksego, który przy pomocy IV wyprawy krzyżowej chciał odzyskać tron w Konstantynopolu.
Minnesinger Walther von der Vogelweide opisał Irenę jako: różę bez kolców, łagodną jak gołębica.